# 阿瓜弗里亚
阿瓜弗里亚是巴西巴伊亚州的一个市镇。总面积643.18平方公里，总人口14776人，人口密度23人/平方公里。